# Universitat d'Oulu
La Universitat d'Oulu (en finès: Oulun yliopisto) és una institució universitària de finançament públic, està situada a sis quilòmetres al nord del centre de la ciutat de Oulu, Finlàndia. Va ser fundada el 8 de juliol de 1958. La universitat té al voltant de 13000 estudiants i 2900 empleats, i s'hi ofereixen 20 programes de màster internacional. La universitat sovint es classifica com una de les millors universitats de Finlàndia i de les 400 millors del món.

## Campus
La Universitat d'Oulu està dividida en sis facultats:
- Facultat de Bioquímica i Medicina Molecular
- Facultat de Tecnologies de la Informació i Enginyeria Electrònica
- Facultat de Tecnologia
- Facultat de Ciència
- Facultat d'Humanitats
- Facultat de Medicina
- Facultat d'Educació
- Facultat d'Economia

## Exalumnes
- Martti Ahtisaari: expresident de Finlàndia, Premi Nobel de la Pau (2008)[3]
- Jarkko Oikarinen: desenvolupador d'Internet Relay Chat (IRC)

## Galeria

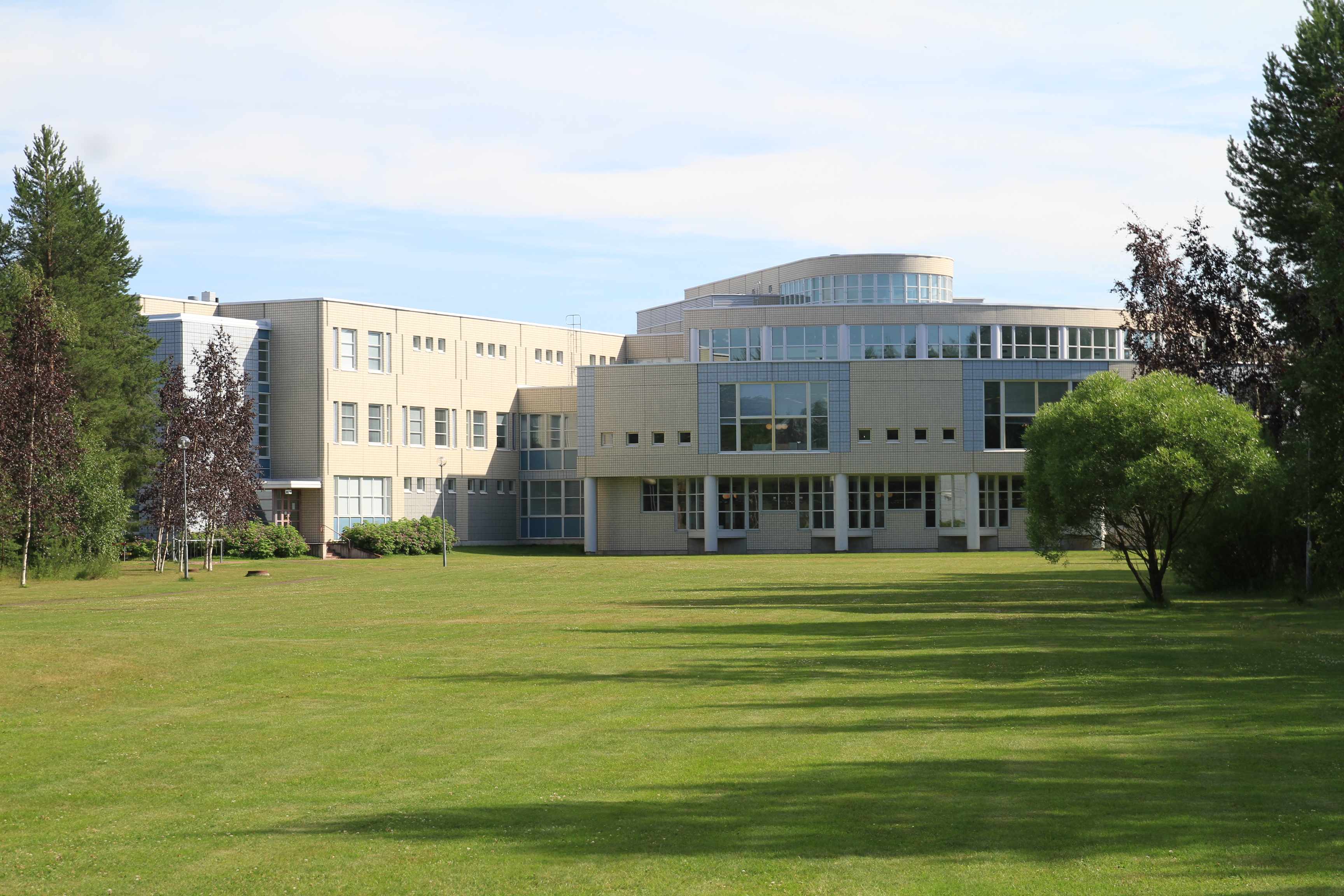
Biblioteca
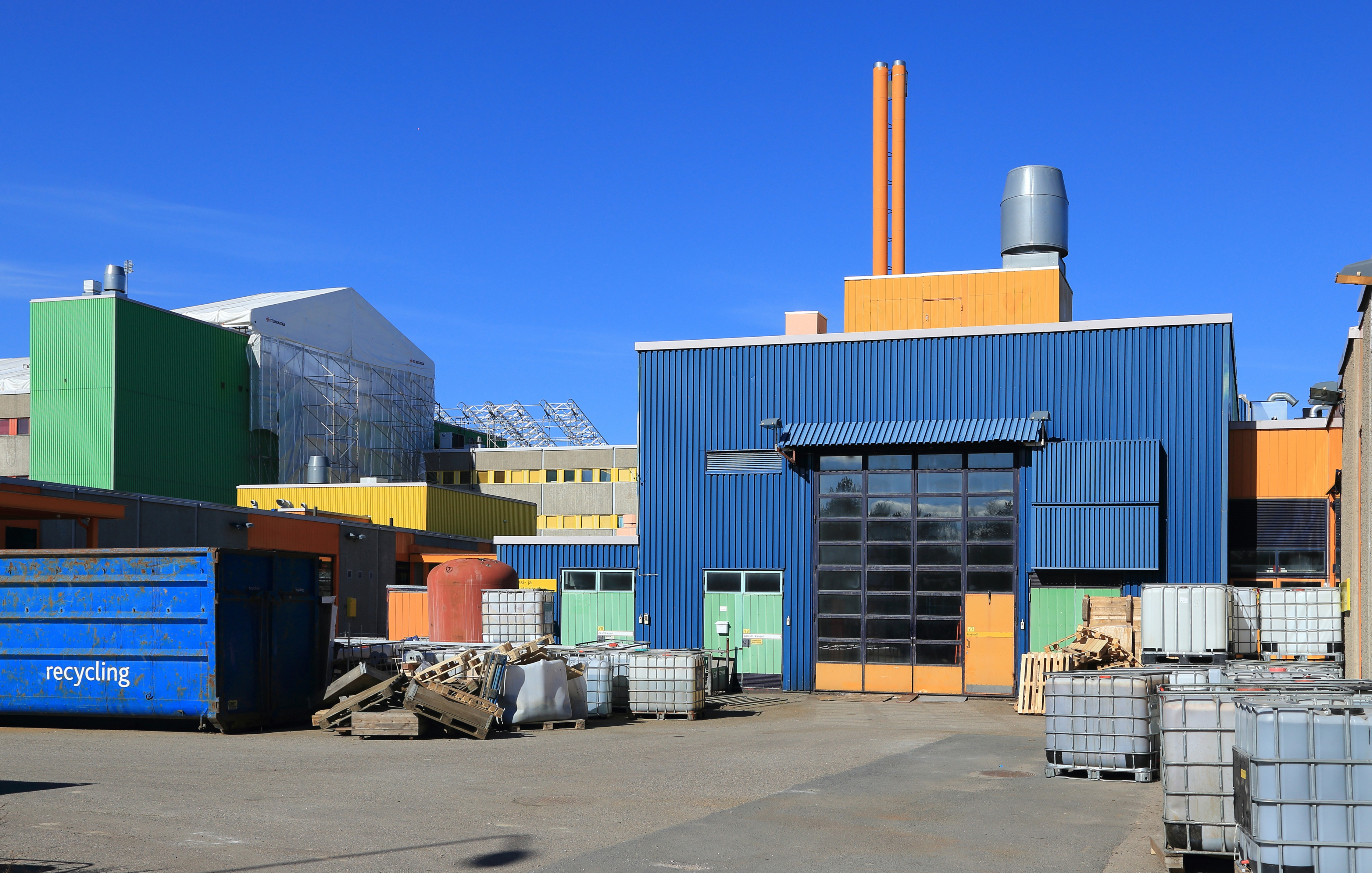
Campus de Linnanmaa
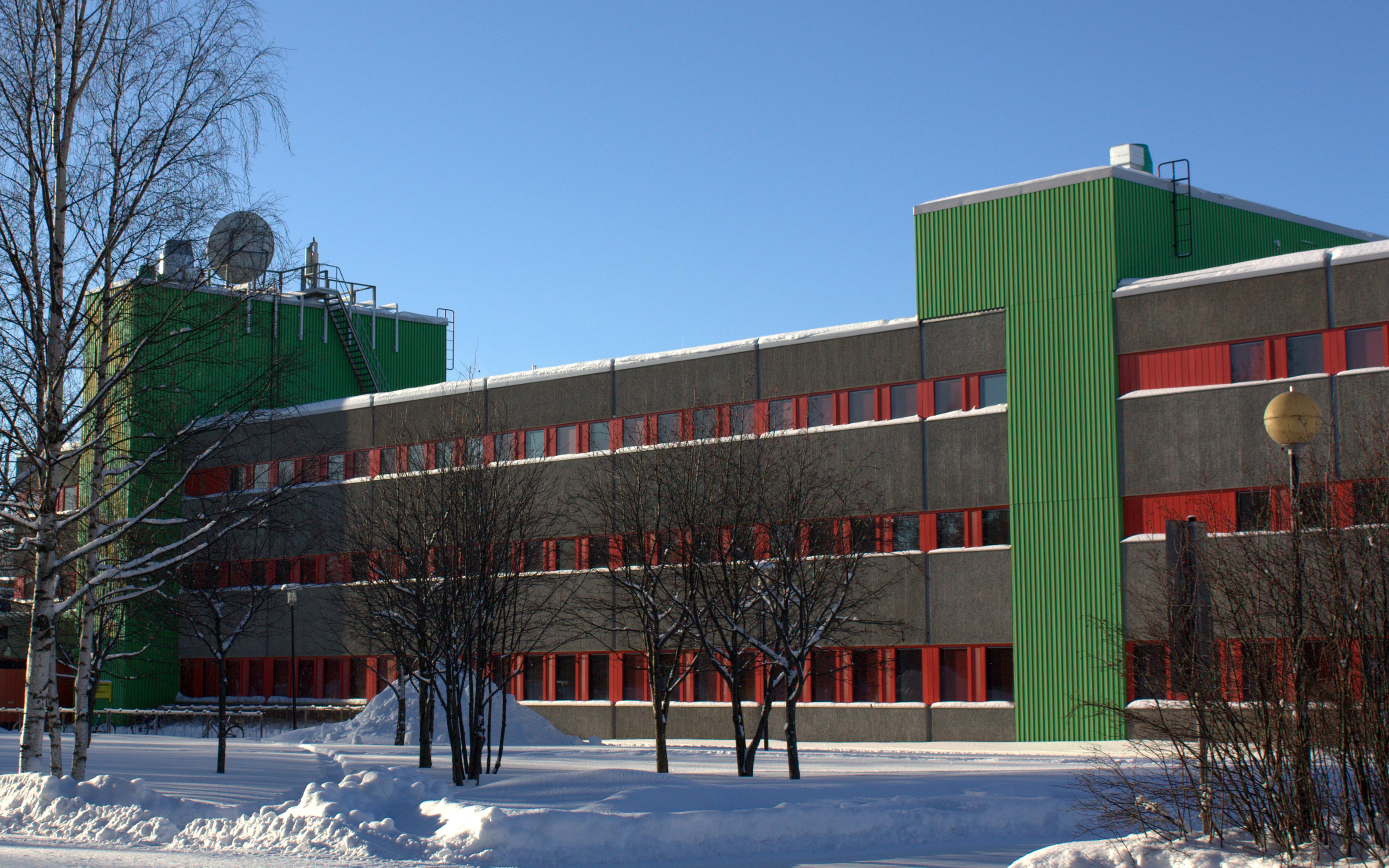
Facultat d'Economia i Administració Financera
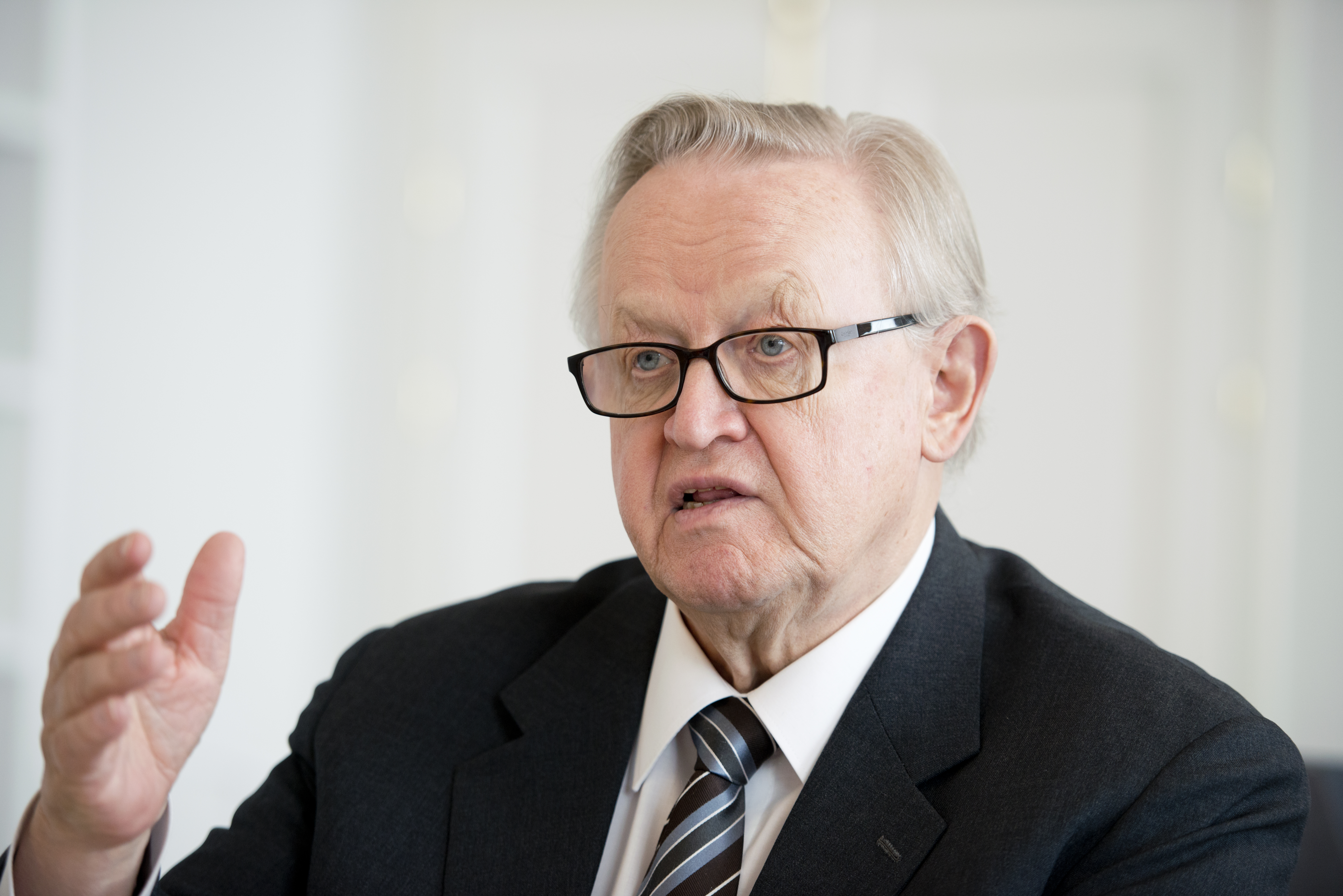
Martti Ahtisaari